# Ocellularia mozambica
Ocellularia mozambica är en lavart som först beskrevs av Edvard Vainio och fick sitt nu gällande namn av Alexander Zahlbruckner. 
Ocellularia mozambica ingår i släktet Ocellularia och familjen Graphidaceae. Inga underarter finns listade i Catalogue of Life.